# Primeira Epístola de Pedro
I Pedro - é a primeira epístola (carta) do apóstolo Pedro, um dos 27 livros do Novo Testamento da Bíblia.

## Autoria
O autor se identifica como "Pedro, Apóstolo de Jesus Cristo" (I Pedro 1:1). Que ele é o bem conhecido apóstolo dos Evangelhos e de Atos, é confirmado tanto por evidências internas como externas. O autor descreve a si próprio como testemunha dos sofrimentos de Cristo (I Pedro 5:1), e existem vários ecos dos ensinamentos e feitos de Jesus na epístola (p.ex. I Pedro 5:2-3; João 21:15-17). Vários paralelos de pensamentos e frases entre 1 Pedro e os discursos de Pedro em Atos dão apoio adicional à autoria de Pedro (p. ex. I Pedro 2:7-8; Atos 4:10-11). Silvano foi o escriba da carta (5.12).

## Destinatários
Foi escrita aos "estrangeiros dispersos no Ponto, Galácia, Capadócia, Ásia e Bitínia", cinco províncias romanas da Ásia Menor (1.1).